# Leandro N. Alem (Misiones)
Leandro N. Alem é uma cidade argentina da província de Misiones.